# 拉拉馬科塔山
16°19′37″S 70°21′46″W / 16.32694°S 70.36278°W
拉拉馬科塔山（Larama Quta），是秘魯的山峰，位於該國南部莫克瓜大區和普諾大區，由伊丘尼亞區和皮查卡尼區負責管轄，屬於安地斯山脈的一部分，海拔高度5,098米。